# Абдул-Азіз II ібн Ахмад
Абу Фаріс Абдул-Азіз II ібн Ахмад (араб. أبو فارس عبد العزيز بن أحمد; нар. 1375 — 1396) — 19-й маринідський султан Марокко в 1393—1396 роках.

## Життєпис
Походив з династії Маринідів. Син султана Ахмада I. Народився 1375 року. У 1389 році разом з батьком брав участь у військовій кампанії проти Заянідів.
1393 року після смерті Ахмада I посів трон. Втім через хворобливість та відсутність державного хисту передав управління візирам. Того ж року маринідське військо підтримало Абу Заяна II проти його брата Абу'л Хаджаджа I, султана Тлемсену. В результаті перший став султаном та визнав зверхність Маринідів.
Султан більше уваги приділяв підтримці поетів та письменникіВ, створивши при дворі літературний ґурток. Помер у 1396 році внаслідок хвороби. Йому спадкував брат Абдаллах.